# Gérard de Nerval

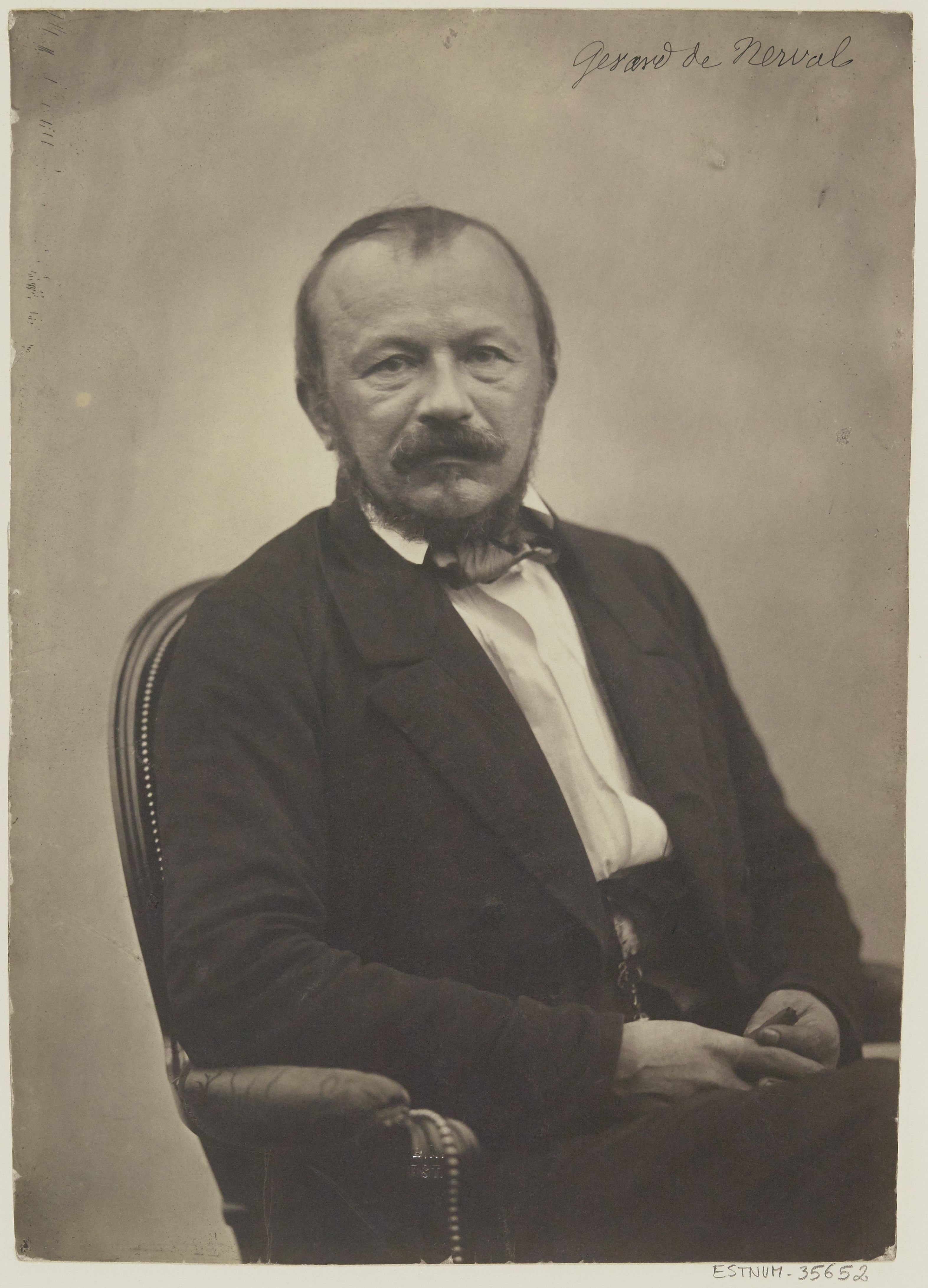
Nerval fotografato da Nadar

Gérard de Nerval, pseudonimo di Gérard Labrunie (Parigi, 22 maggio 1808 – Parigi, 26 gennaio 1855), è stato un poeta e scrittore francese, figura di spicco del romanticismo letterario.

## Biografia
La vita di Nerval fu indelebilmente segnata da un lungo e ossessivo trauma psicologico che l'autore sino alla sua morte non riuscirà a superare: la perdita della madre avvenuta a soli due anni. Il padre, Étienne, era un medico di una certa notorietà, piuttosto influente e proveniva da Agen. Era già stato ferito due volte in guerra quando si trasferì a Parigi per studiare medicina. Sua madre, Marie Marguerite Antoinette Laurent, era figlia di un commerciante benestante. Lui aveva 32 anni e lei 23 quando nacque Gérard al 96 di rue Saint-Martin (oggi n. 168).
Appena nato, il piccolo Gérard venne affidato a una nutrice, dato che la madre seguì il marito, massone e convinto sostenitore di Napoleone, arruolato nel servizio medico-militare dell'Armata del Reno.
Nel 1810 la madre morì di meningite in Slesia e venne sepolta a Głogów. La perdita della madre, vissuta forse solo inconsapevolmente data l'età di Nerval, sarà destinata a condizionarlo per tutta la vita. Secondo il parere dominante dei critici, alla base delle celebri figure femminili di Nerval (Sylvie in testa) c'è proprio tale perdita. Essa fu resa ancor più atroce dal fatto che gioielli e ritratti della defunta dovettero essere abbandonati da Étienne durante il passaggio della Beresina: tutto ciò che rimase al piccolo Gérard furono alcune lettere.
Il piccolo venne portato a Mortefontaine (Oise) dal prozio Antoine Boucher (fratello della nonna materna) che gli farà da maestro. L'ambiente di Mortefontaine, dove trascorrerà più tardi anche le vacanze, fu per il giovanissimo Gérard esaltante e fonte di ispirazione per il futuro: lo zio, che morirà nel 1820, era un grande appassionato di occultismo e di religioni pagane e sotto la sua egida Nerval sviluppò un rapporto del tutto particolare con la religione (amava dire «Moi, pas de religion? J'en ai dix-sept!»).
Quando nel 1814 il padre tornò a Parigi, volle riprendersi il figlio. Étienne aprì un piccolo studio di medicina generale e ginecologia, mentre abitava al 72 della via dove era nato Gérard (anche il quartier des Halles farà parte del suo immaginario). Un altro posto, dove si recò da bambino e che lascerà tracce nella sua memoria e nella sua opera, è Saint-Germain-en-Laye, presso Gérard Dublanc, zio di suo padre.
Nel 1822 Gérard entrò al Collège Charlemagne, dove ebbe tra i compagni di scuola Théophile Gautier. Già durante gli studi liceali, Nerval iniziò a sviluppare, grazie una fervida attività letteraria e teatrale, il suo gusto per l'ideale "gotico-nazionale-popolare", scagliandosi con la satira contro la poetica della Pléiade. La prima plaquette che scrisse si intitolava, sensibile all'influenza paterna, Napoléon et la France guerrière (1826). In questo contesto si inseriscono anche le sue traduzioni in francese di Heine, Klopstock e Goethe, in particolare quella del Faust, uscita nel 1827, che resta, nonostante qualche approssimazione, tra le migliori, ma anche altri "essais poétiques" raccolti in Élégies nationales et satires politiques. Tra le opere giovanili un adattamento alla scena del romanzo Han d'Islande (1823) di Victor Hugo, per il quale Nerval nutriva grande ammirazione e per il quale attraversava spesso la Senna per recarsi, anche se non sempre era ricevuto, a casa sua, allora all'11 di rue Rue Notre-Dame-des-Champs.
Tra il 1827 e il 1829 frequentò un cenacolo di letterati raggruppati attorno a Hugo, che considerava mentore e amico. Tra questi Sainte-Beuve, Vigny, Lamartine, Musset, Nodier, ma soprattutto Petrus Borel, del quale diventa amico e che frequenterà regolarmente dal 1832.
Intanto continuava a tradurre poeti tedeschi e, con l'influenza di Hugo e di Madame de Staël (che aveva scritto De l'Allemagne nel 1810), pubblicò la raccolta di Poésies allemandes (febbraio 1830) che leggeva i nuovi poeti romantici tedeschi in continuità con i classici francesi. Nell'ottobre dello stesso anno raccolse una Choix des poésie de Ronsard, scelta di poesie del poeta, che sentiva affine, Pierre de Ronsard. Da notare che entrambe le antologie sono firmate "M. Gérard". L'anno successivo, nello scrivere una lettera a un amico, passerà a "Gérard La Brunie de Nerval", inventando quello che sarà tra poco il suo pseudonimo.
Collaborò dall'ottobre 1829 anche a "Le Mercure de France aux XIXe siècle", rivista che si pubblicò dall'aprile del 1823 all'aprile del 1832, per la quale Nerval attribuì a Jean Paul, fingendo di tradurli, propri versi.
Nel frattempo Nerval, per volere del padre, venne iscritto alla Facoltà di medicina presso l'Hotel de Dieu, affinché il giovane potesse continuare a seguire il mestiere paterno, ma lui non aveva alcuna intenzione di diventare medico e più che studiare frequentava gli amici scrittori Philothée O'Neddy e Auguste Maquet, il pittore Célestin Nanteuil e il cabaret mondano "Petit Moulin Rouge", nell'8º arrondissement. Frequentava anche i teatri, dove non riuscì però, nonostante vari tentativi, a far leggere le sue opere drammatiche (come Nicola Flamel, uscita a frammenti sulla rivista suddetta). Iniziarono anche i problemi con la legge, che saranno una costante per tutta la sua vita: il primo fermo di polizia per schiamazzi verrà da lui raccontato in Mes prisons (Memoires) e in Angélique. Venne nuovamente arrestato nel 1832 per complotto. Lasciò gli studi e proseguì nella sua attività.
Pubblicò anche le Odelettes su "L'Almanach des Muses" e La Main de gloire su "Le Cabinet de lecture" e riuscì a mettere in scena al Teatro dell'Odeon le due pièces Le Prince des sots e Lara ou l'expiation, firmate "Gérard L.".
Innamoratosi nell'estate del 1833 (a 25 anni) dell'attrice e cantante Jenny Colon (1808-1842), le dedicherà un culto idolatra che acquistò forme nuove dopo la sua morte: figura della madre persa, ma anche della donna ideale nella quale si mescolano, con un sincretismo tipico del suo pensiero, la Madonna, Iside e la Regina di Saba. Questa donna, coetanea dell'autore, con la sua vita convulsa (madre a 16 anni, sposata due volte e amante di un banchiere olandese) all'inizio si erse per lo scrittore a modello della vita libertina; invece, dopo la sua morte prematura (a soli 34 anni) iniziò il processo di trasfigurazione che la farà diventare la Aurélia delle Vergini del fuoco.
Con la cospicua eredità del nonno materno, Nerval viaggiò nel 1834 in Italia (un percorso di formazione obbligato, dopo Chateaubriand, Stendhal, Byron e soprattutto Dumas padre, che aveva appena pubblicato le sue Impressions de voyage, in Svizzera). Il giro comprende la Provenza, Nizza, Genova, Livorno, Civitavecchia, Roma, Napoli e Pompei. Al suo ritorno via mare da Marsiglia lascia la casa paterna e va ad abitare con gli amici Camille Rogier e Arsène Houssaye al n. 3 dell'impasse du Doyenné, dove costituì un circolo letterario con un misto di dandismo, scapigliatura, maledettismo e i temi cari alla poetica romantica.
Houssaye dirigeva la rivista L'Artiste, su cui Nerval pubblicò degli articoli, ed era amministratore della Comédie-Française. Per Nerval fu un periodo felice, che chiamò La Bohême galante. Anche Gautier abitava a pochi passi e tra i nuovi amici che Nerval frequentò ci furono anche Alphonse Karr, Alphonse Esquiros (1812-1876, studioso del magnetismo animale), Édouard Ourliac (1813-1848), Victor de Gounon Loubens (1811-1892).
Trascorse il resto degli anni trenta dando precedenza all'attività teatrale, tra l'altro fondando il settimanale "Le Monde dramatique" da maggio 1835 a giugno 1836 assieme a tale Anatole Bouchardy. Collaborò anche alla rivista "Le Carrousel" con quattro prose non firmate (ristampate nel 1838 con il nome di Nerval). Ma il segno distintivo di questo periodo furono i viaggi: Belgio, Paesi Bassi, Austria, Inghilterra, più volte Germania. Su Nerval è costruito il personaggio chiamato Fritz nella raccolta di viaggi che Gautier stamperà nel 1852 con il titolo Caprices et Zigazags.
Il lavoro teatrale era contraddistinto dall'appartenenza costante al filone magico e infernale. Scrisse spesso in coppia con Dumas (ma la firma sarà solo del secondo): Piquillo, Léo Burckart, L'Alchimiste, ma soprattutto divenne critico (o come diceva lui stesso "spectateur obligé") per diverse riviste, tra cui "La Charte de 1830", da settembre 1836 a luglio 1838, diretta da Nestor Roqueplan (1805-1870), e il quotidiano "La Presse", diretto da Émile de Girardin (1806-1881, marito di Delphine Gay de Girardin) fondato il primo luglio 1836 (su cui Nerval scriverà fino all'inizio degli anni cinquanta).
Nel 1839 a Vienna conobbe Marie Pleyel (1811-1875), moglie di Camille Pleyel, che rivide assieme a Jenny Colon a Bruxelles l'anno successivo.
Nei primi anni del decennio successivo iniziarono a manifestarsi i primi segni psicotici di Nerval; in particolare presentava tutti i sintomi di un'acuta schizofrenia. Per due volte venne ricoverato in ospedale. Gli venne accordato un piccolo sostegno economico pubblico. Andò ad abitare al 10 di rue Saint-Hyacinthe-Saint-Michel.
Nel 1842, dopo il matrimonio di Houssaye e il funerale di Jenny Colon, fece un lungo viaggio in Egitto, Libano, Costantinopoli, Malta e, sulla via del ritorno, Napoli, esaltandosi per la ricchezza di tradizione di quei luoghi che gli forniranno ispirazione per la raccolta di scritti Voyage en Orient del 1851.
Tornato in Francia, intensificò di anno in anno le sue escursioni nell'amato Valois. Intanto erano uscite diverse prose sparse, tra cui Roi de Bicêtre (1839), Roman tragique (1844), Femmes du Caire (1846), Scènes de la vie orientale (1848), uno studio su Jacques Cazotte e uno sul culto di Iside su riviste importanti o minori. Tutti questi scritti verranno ripresi più tardi e postumi.
Intanto l'insurrezione aveva portato alla Seconda Repubblica. Nerval, che aveva seguito precedentemente i fatti politici della Francia, e sebbene fosse invitato da diverse parti a intervenire (prima di tutto dalla "Revue des Deux Mondes" a cui già collaborava), se ne astenne, cambiò casa e andò ad abitare al n. 4 di rue Saint-Thomas-du-Louvre, dove prima si isolò, per poi decidere di partire. Anche questo è stato visto come segno del suo malessere interiore. Nel 1848 in realtà fornì a "Le Temps", quotidiano apertamente repubblicano uscito tra il 1º marzo e il 12 dicembre, il suo unico tentativo di scrivere un "feuilleton": Le Marquis de Fayolle.

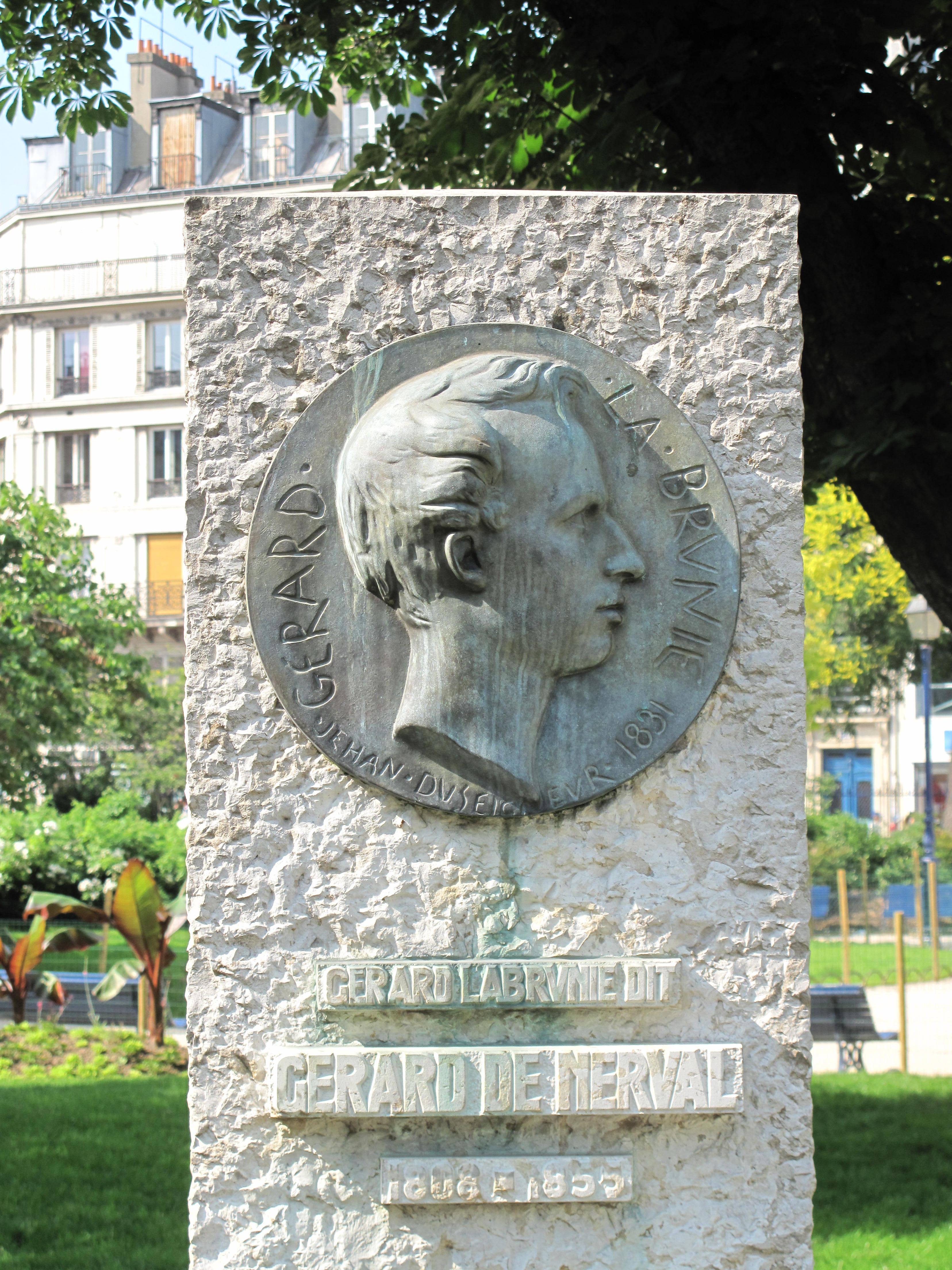
Monumento alla memoria di de Nerval situato nella piazza della Tour Saint-Jacques, Parigi

Durante un viaggio a Londra conobbe Charles Dickens. Scrisse uno studio su Cagliostro. Con l'inizio degli anni cinquanta, la sua situazione sia economica sia personale peggiorò: era tormentato da frequenti episodi di sonnambulismo e venne ricoverato sempre più spesso, in una sorta di "libertà vigilata", a causa di frequenti deliri, anche violenti. Tuttavia, la sua produzione non si arrestò: è proprio in questi anni che portò a definitivo compimento Angélique, Sylvie, Jemmy, Octavie, Isis, Corilla ed Emilie, che andranno poi a comporre, assieme alla raccolta di poesie Les Chimères, scritte nell'arco di tutti gli ultimi anni della sua vita, il libro Les Filles du feu, considerato il suo capolavoro e che uscirà nell'anno della sua morte.
Intanto aveva consegnato il testo definitivo di Voyage en Orient. Nel 1851 venne rappresentata, con scarso successo, L'Imagier de Harlem, pièce teatrale scritta con Méry e B. Lopez, e nel 1852 uscirono i Contes et facéties.
Durante l'ospedalizzazione del 1852, erano ormai pochi gli amici che cercavano di lui, ma non si tirò indietro Nadar. Lasciato l'ospedale, Nerval andò ad abitare al n. 9 di rue du Mail. Nel 1853 soggiornò nella clinica di Émile Blanche a Passy. L'anno seguente uscirono le Filles du Feu; fece ancora un viaggio in Germania e assistette al funerale di Stéphanie, moglie di Houssaye, alla quale era molto legato. Nonostante avesse incominciato a scrivere Promenades et Souvenirs su "L'Illustration" e Aurélia sulla "Revue de Paris", la degradazione morale ed economica, peraltro autoinflitta, si fece totale: arrivò ad entrare nella malavita cittadina pur di poterne studiare i comportamenti. Dopo una vita passata a raccontare discese all'inferno, era come se egli stesso volesse compiere la stessa esperienza, in un cupio dissolvi che lo porterà a impiccarsi a un cancello della rue de la Vieille-Lanterne, la notte fra il 25 e il 26 gennaio 1855.
Il suo capolavoro è considerato Sylvie dove, attraverso un narratore fittizio in prima persona, parla della vana ricerca della felicità che aveva provato da bambino nel Valois.

## Ricezione
Nonostante una certa notorietà nell'ambiente, la sua fama cominciò nel XX secolo, quando la rivalutazione del romanticismo tedesco (e dei suoi epigoni in altre lingue) proposero una nuova interpretazione della sua opera, non più considerata tra i minori. Tuttavia il vero momento di pregio giunse con il surrealismo che aveva caro il mondo esoterico e onirico che vedeva riflesso nelle sue opere. Più recentemente è stata la peculiare combinazione di "realismo" e "veggenza" che l'ha identificato e reso celebre, per esempio attraverso gli studi di Henri Lemaitre (che preparò anche l'ed. Garnier delle Oeuvres).
Imbevuto di vecchi libri (Molière, Diderot, Restif), ma anche di contemporanei, come Sénancour e Balzac, oltre agli amici e ai cenacoli di cui si è detto, Nerval era un lettore di vasta apertura mentale, e per questo fu anche oggetto di esercizio critico attento (e qualche volta intelligentemente divertito) da parte di quella critica a cui piace rintracciare fonti e paralleli testuali (come Georges Poulet, della Scuola di Ginevra). È noto che Sainte-Beuve non ne percepì l'importanza riducendolo a mero "commesso viaggiatore" tra la Monaco tedesca e Parigi, e che Marcel Proust volle perciò far partire il suo appunto su Nerval in opposizione al critico.
Nonostante degnissimi francesisti (Giovanni Macchia, Ferdinando Neri, Mario Bonfantini, Francesco Orlando, Luigi de Nardis, Stefano Agosti, Lanfranco Binni ecc.) ed esempi illustri su altri autori (a cominciare da Proust stesso, appena citato), in Italia, tuttavia, non c'è uno studio importante su Nerval (a parte quelli invecchiati o marginali di Salvi, Italo Maione, Vito Carofiglio, Di Girolamo, Maria Luisa Belleli, Marchetti, Colesanti e Cacciavillani citati in bibliografia).

## Analisi di due opere

### Le figlie del fuoco
Nell'introduzione-dedica a Alexandre Dumas, ringraziato per due suoi interventi sull'autore, uno dei quali citato per lungo, Nerval parla dell'immaginazione e dell'identificazione degli scrittori con le proprie storie, ma soprattutto dello stato di "fantasticheria supernaturalista" in cui ci si trova durante la composizione. Gran parte dell'introduzione è un racconto (che dice sembrare il séguito del Roman comique di Paul Scarron) che definisce "ineseguibile" e che si ripromette di scrivere perché è una storia di una "discesa all'inferno".
Segue poi la sezione Angélique, fatta di 12 lettere, dove si racconta di un viaggio alla ricerca di notizie su un personaggio (l'abate di Bucquoy) che appare sotto forme storiche e immaginarie, in documenti di biblioteca e in leggende famigliari, per poi essere quasi dimenticato a favore di altri componenti della sua famiglia. Nella sesta lettera appare Delphine, e poi subito Angelica di Longueval, due delle figure femminili che a Nerval piaceva ritrarre (e sapeva farlo con incantevole maestria), quindi la ricerca riprende, con incastri di lettere dentro lettere, voci e documenti che si confondono e tengono il lettore in sospeso tra castelli, villaggi, nobili, cattedrali, tombe (notoriamente intanto quella di Rousseau) ma soprattutto altri libri e bibliofili, cercati e non trovati, trovati senza cercarli, creduti definitivamente persi come tesori ormai rapiti da inafferrabili nebbie della mente o incatenati (come nella bella sequenza delle Riflessioni finali, quando spunta una voce che accusa l'autore di avere imitato Diderot e poi in dialogo con lui prosegue risalendo la scala: Diderot ha imitato Sterne il quale ha imitato Swift che ha imitato Rabelais, a sua volta imitatore di Merlin Cocai, e Petronio, Luciano, Omero.
La sezione successiva è Sylvie. Ricordi del Valois, composta di 14 capitoli. Anche in questo racconto esemplare (tradotto da Umberto Eco, che lo dice cosparso di effetti-nebbia o effetti-labirinto) non c'è chiarezza e si procede da una serata a teatro, dove il giovane protagonista si innamora di Aurélie, un'attrice (come nella vita l'autore si innamorò di Jenny Colon), sogna di lei (ma nel sogno non è lei, è una ragazzetta di paese che sposerà un altro, e nel sogno appare anche Adrienne, della quale Sylvie sembra gelosa) e decide di cercarla viaggiando per lei ma nei propri ricordi d'infanzia, tra boschi e sentieri del Valois, come durante i balli di Parigi, fino a confondere sia le due figure sia viaggi diversi, però scrivendole due lettere ed essendone ricevuto per una nuova ultima sospensione: lei sta con un altro, poi più tardi sembra disponibile, ma non per lui. Infine nelle ultime righe il protagonista va a teatro con Sylvie a vedere l'attrice della quale è innamorato, lui le chiede se non pensa che somigli ad Adrienne e lei gli rivela che la povera Adrienne è morta.
Segue poi il racconto Octavie, che è una ragazza inglese incontrata in nave durante un viaggio a Napoli. Egli ne è straziato, l'ama al punto da non sapere che fare e tenta il suicidio, ma non gli riesce. I due vanno insieme in gita a Pompei, dove recitano le parti di Iside e Osiride, ma lui è ossessionato dai propri sogni e non riesce a decidersi. La rivede dopo anni sposata a un uomo che poi è stato colto da paralisi completa, e la compiange.
Il racconto successivo, in 4 capitoli, si chiama Iside.
Segue Pandora, che secondo Macrì riprende l'immagine di Marie Pleyel.
Aurélie porta per sottotitolo Il sogno e la vita ed è formato da una prima parte in 10 capitoli e una seconda parte in 7 capitoli (l'ultimo con il titolo Mirabilia).
Le chimere sono 12 sonetti, i penultimi cinque legati.

### Viaggio in Oriente
Viaggio in Oriente raccoglie, riscritte, diverse prose occasionate dai suoi viaggi, ma non per questo tipiche del genere, anzi con oscillamento continuo tra descrizione di cose viste e narrazione di cose inventate. Di queste prose fa parte, come identità narrativa a sé stante, il racconto La regina di Saba.

## Opere

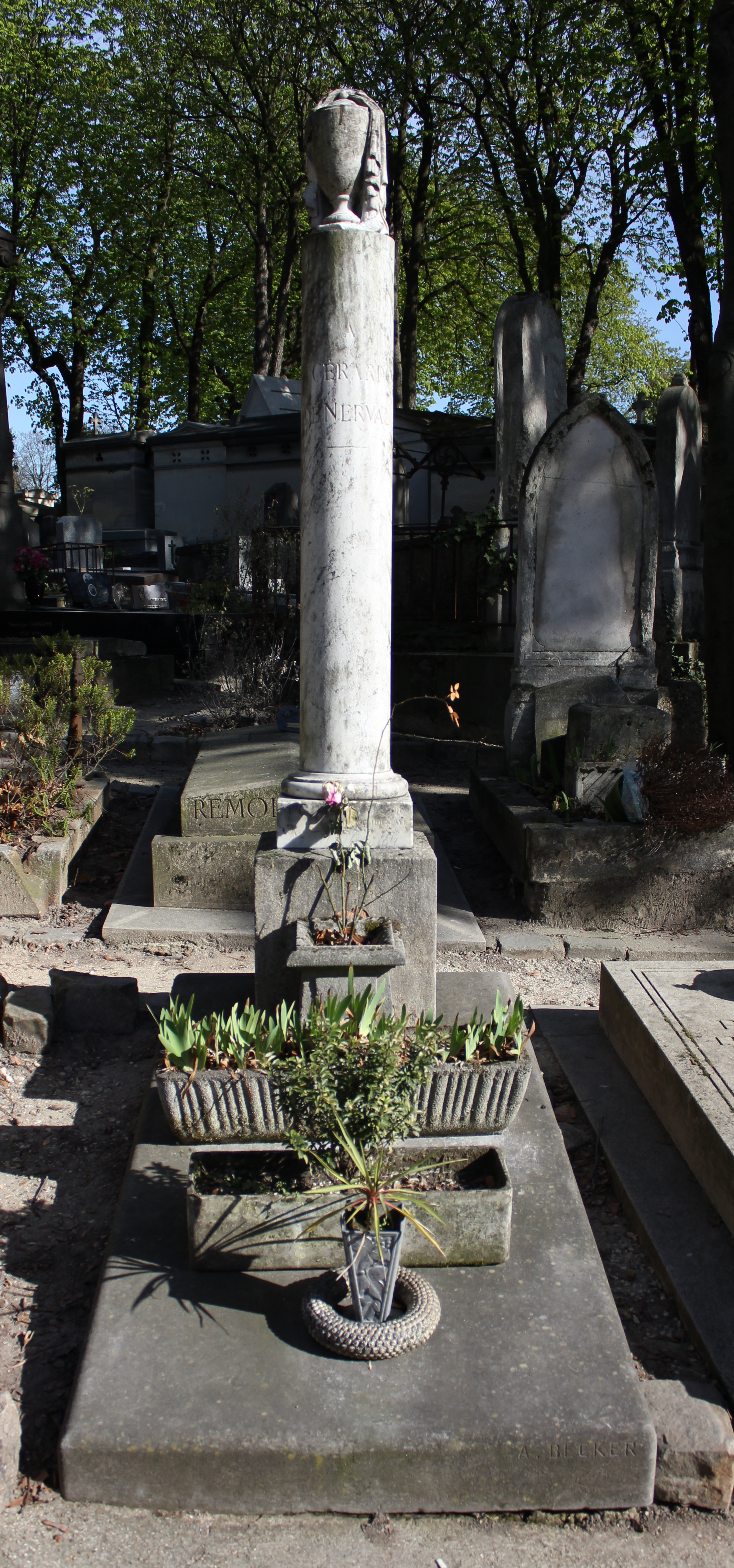
Tomba (cimitero di Père-Lachaise)

In francese le opere complete sono edite nella Bibliothèque de la Pléiade, in 3 voll. (II: 1984, I: 1989 e III: 1993), a cura di Jean Guillaume e Claude Pichois.

### Poesie
- (FR)  Napoléon et la France guerrière, élégies nationales (1826)
- (FR)  Napoléon et Talma, élégies nationales nouvelles (1826)
- (FR)  L'académie ou les membres introuvables (1826), commedia satirica in versi
- (FR)  Le Peuple (1830), ode
- (FR)  Nos adieux à la Chambre des Députés ou «allez-vous-en, vieux mandataires» (1831)
- (FR)  Odelettes (1834), che comprende: Une allée du Luxembourg e Le réveil en voiture (1832)
- (FR)  Les Chimères (1854)

### Racconti e novelle
- La Main de gloire : histoire macaronique ou La main enchantée (1832)
- Raoul Spifame, seigneur des Granges (1839), biografia romanzata, poi in Les Illuminés
- Histoire véridique du canard (1845)
- Scènes de la vie orientale (1846-1847)
- Le Monstre vert (1849)
- Le Diable rouge, almanach cabalistique pour 1850 (1850)
- Les Confidences de Nicolas (1850), poi in Les Illuminés (nell'ed. critica di Michel Brix, 2007)
- Les Nuits du Ramazan (1850)
- Les Faux Saulniers, histoire de l'abbé de Bucquoy (1851)
- Voyage en Orient (1851)
- Contes et facéties (1852)
- La Bohème galante (1852)
- Lorely, souvenirs d'Allemagne (1852)
- Les Illuminés (1852)
- Les Nuits d'octobre (1852) [apparse in « L'Illustration », dall'ottobre al novembre 1852]
- Sylvie : Souvenir du Valois (1853)
- Petits Châteaux de Bohème (1853) [poesia e prosa]
- Les Filles du feu : Angélique, Sylvie, Chansons et légendes du Valois, Jemmy, Isis, Émilie, Octavie, Corilla, Les Chimères (1854)
- Promenades et souvenirs (1854)
- Aurélia ou le rêve et la vie (1855)
- La Danse des morts (1855)

### Romanzi
- (FR)  Le Prince des sots, adattamento a romanzo di una pièce teatrale dello stesso Nerval (1888, pubblicato con troppe alterazioni il testo originale venne ristabilito da Jean Richer nel 1962)
- (FR)  Le Marquis de Fayolle (1849, incompiuto, ridotto e concluso da anonimo nel 1856 presso le edizioni Georges, il testo originale nella collana Pléiade)

### Teatro
- (FR)  Monsieur Dentscourt ou Le Cuisinier d'un grand homme (1826)
- (FR)  L'Académie ou Les Membres introuvables (1826)
- (FR)  Piquillo (1837), in collaborazione con Alexandre Dumas padre
- (FR)  L'Alchimiste (1839), in collaborazione con Alexandre Dumas padre
- (FR)  Léo Burckart (1839), in collaborazione con Alexandre Dumas padre ma firmato dal solo Nerval
- (FR)  Les Monténégrins (1849), in collaborazione con E. Alboize
- (FR)  L'Imagier de Harlem (1852), in collaborazione con Méry e B. Lopez

Frammenti
- (FR)  Nicolas Flamel (1830)
- (FR) Faust (ispirò l'opera di Hector Berlioz, libretto e musica dello stesso, a sua volta tradotta in italiano da Ettore Gentili)
- (FR)  Lara ou L'Expiation, altrimenti detto La Dame de Carouge (1831)
- (FR)  Le Prince des sots (resta il frammento intitolato Guy le Rouge)
- (FR)  Louis de France
- (FR)  Le Magnétiseur (1840)
- (FR)  Les Trois ouvriers de Nuremberg (1840)
- (FR)  De Paris à Pékin (1848)
- (FR)  Pruneau de Tours (1850)
- (FR)  La Main de gloire (1850)
- (FR)  La Forêt-Noire ou La Margrave (intorno al 1850)
- (FR)  La Mort de Rousseau (1850)
- (FR)  La Fille de l'enfer, Aurore ou Francesco Colonna (1853)
- (FR)  La Polygamie est un cas pendable (1853)
- (FR)  Corilla, poi integrato in Les Filles du feu
- (FR)  Panorama
- (FR)  Dolbreuse, altrimenti detto Le Citoyen marquis

Probabilmente mai scritti, sebbene Nerval ne abbia parlato
- (FR)  Tartuffe chez Molière
- (FR)  La Mort de Brusquet
- (FR)  Beppo
- (FR)  L'Abbate
- (FR)  L'Etudiant Anselme
- (FR)  L'Homme de nuit
- (FR)  Fouquet
- (FR)  La Fiancée d'Abydos (ou de Corinthe)

Primi tentativi da studente
- (FR)  Les Walkyries
- (FR)  un'imitazione d'una tragedia di Jean Racine
- (FR)  La Reine de Saba, ripresa in Le Voyage en Orient

Adattamenti da altri scrittori
- (FR)  Han d'Islande (anni 1830), da Victor Hugo, pubblicata nel 1939
- (FR)  Jodelet ou L'Héritier ridicule, da Paul Scarron
- (FR)  Le Nouveau genre ou Le Café d'un théâtre, da Nicolás Fernández de Moratín
- (FR)  Le Chariot d'enfant, in collaborazione con Méry, dall'indiano Sudraka (1850)
- (FR)  Misanthropie et repentir da August von Kotzebue (1855)
- (FR)  Une Nuit blanche (rappresentato una sola volta e proibito da Napoleone III)

### Traduzioni dal tedesco
- (FR)  Faust (1828), da Goethe
- (FR)  Poésies allemandes (1830), antologia

### Saggi
- (FR)  Histoire véridique du canard, in "Monographie de la presse parisienne", con Honoré de Balzac (1842)

## Traduzioni in italiano
- Aurelia, trad. Decio Cinti, Sonzogno, Milano, 1904
- Viaggio in Oriente, trad. Giuseppe Fanciulli, Istituto editoriale italiano, Milano, 1917
- Le figlie del fuoco, trad. Raffaello Franchi, Istituto editoriale italiano, Milano, 1917
- Le figlie del fuoco, trad. Oreste Macrì, Guanda, Parma, 1942; nuova ed., 1979
- Il sogno e la vita, trad. Franco Calamandrei, Collana Universale, Einaudi, Torino, 1943
- La boheme galante, trad. Mario De Micheli, Minuziano, Milano, 1945
- Conoscere Restif de la Bretonne, trad. Giacomo Natta, Organizzazione editoriale tipografica, Roma, 1945
- Le chimere, trad. a cura di Alessandro Parronchi, Fussi, Firenze, 1946
- Le figlie del fuoco, trad. Cesare Giardini, Rizzoli, Milano, 1954
- Silvia: ricordi del Valois, trad. Filippo Ampola, Sansoni, Firenze, 1954
- I racconti, trad. Elena Citati e Franco Calamandrei, con un saggio di Théophile Gautier, Collana i millenni, Einaudi, Torino 1966; nuova ed., con un saggio di Julia Kristeva, Einaudi, Torino, 1990
- La regina del mattino. Le figlie del fuoco. Aurelia, trad. Elvira Cassa Salvi, Armando Curcio, Roma 1967
- Prosa e poesia, trad. Maria Luisa Belleli, Giappichelli, Torino, 1968
- Novelle, trad. e cura di Diana Dell'Omodarme, UTET, Torino, 1966, pp. 311
- Chimere e altre poesie, trad. Diana Grange Fiori, Collezione di Poesia, Einaudi, Torino, 1972-1997, pp. 212
- Solimano e la regina del Mattino, trad. Giovanni Mariotti, Franco Maria Ricci, Parma, 1973
- Il califfo dell'hashish, trad. Ettore Zelioli, Franco Maria Ricci, Parma, 1977
- Le figlie del fuoco. La Pandora. Aurelia, trad. Renata Debenedetti, introduzione di Vincenzo Cerami, Garzanti, Milano 1983
- Aurelia, illustrazioni di Alfred Kubin, con un saggio di Albert Béguin, Il melangolo, Genova, 1983
- Aurelia, trad. Giovanni Cacciavillani, Pacini, Pisa, 1987
- Le notti d'ottobre, trad. Stefano Chiodi, Lindau, Torino, 1991
- Storia della Regina del Mattino e di Solimano, principe dei geni, trad. Luca Pietromarchi, Marsilio, Venezia, 1992
- Viaggio in Oriente: le donne del Cairo, Maroni, Ripatransone, 1994
- La mano incantata, trad. Giulia Radicati, Tranchida, Milano, 1995
- L'harem, trad. Anna Apollonio, a cura di Graziano Benelli, Studio Tesi, Pordenone, 1995
- Viaggio in Oriente, trad. e cura di Bruno Nacci, Collana I Millenni, Einaudi, Torino, 1997; Milano, Ares, 2020.
- Le notti d'ottobre, a cura di Idolina Landolfi, L'argonauta, Latina, 1998 e Lindau, Torino, 2015.
- Storia dell'abate di Bucquoy, a cura di Paolo Fontana, L'argonauta, Latina, 1999
- Sylvie: ricordi del Valois, testo a fronte, trad. Umberto Eco, Collana Scrittori tradotti da scrittori, Einaudi, Torino, 1999; Collana Le onde, Milano, La nave di Teseo, 2024, ISBN 978-88-346-1791-5.
- La mano incantata, trad. Daniela Giusto, a cura di Maria Teresa Puleio, Re Enzo, Bologna, 2000
- La storia del califfo Hakem, trad. Francesco Ghelli, Manni, Lecce, 2001
- L'harem, a cura di Maurizio Ferrara, Passigli, Firenze, 2004, ISBN 978-88-368-0840-3
- Passeggiate e ricordi, trad. Paolina Preo, a cura di Giovanni Cacciavillani, Panozzo, Rimini, 2004
- Le chimere e altri sonetti, trad. Walter Nesti, prefazione di Pieluigi Ligas, Taschinabili Bonaccorso, Verona, 2005
- La Regina di Saba, a cura e traduzione di Giovanni Mariotti, Collana Piccola Biblioteca n.650, Adelphi, Milano, 2013, ISBN 978-88-45-92812-3
- Le Chimere, trad. Luigi Fontanella, a cura di Mario Fresa, Collana Hermes, Edizioni L'Arca Felice, Salerno, 2014.
- Petits Châteaux de Bohême. Piccoli castelli di Bohême, trad. Chetro De Carolis, Raffaelli Editore, Rimini, 2017.
- Silvia - racconto - trad.di Franco Calamandrei, ill. di Sandro Bartolucci - Raffaelli Editore, Rimini 2022